# Guerre coloniale
La guerre coloniale est une expression générique relative aux divers conflits nés de l'implantation coloniale de puissances étrangères sur des territoires outre-mer. Ce terme renvoie, en particulier, aux guerres ayant eu cours au XIXe siècle entre les armées européennes en Afrique et en Asie. Certains auteurs appellent ces guerres « petite guerre ».

## Description

### Classification
Traditionnellement, les guerres correspondaient à trois catégories : guerres de conquête, de libération (en) et entre États. Ces classifications peuvent également se retrouver parmi les guerres coloniales. Néanmoins, l'expression « guerre coloniale » renvoie habituellement à la guerre de conquête. Dans le cadre colonial, les guerres de conquêtes se déroulent en plusieurs phases : une période de guerre régulière, souvent brève, entre la puissance d'invasion et les armées autochtones (qui peuvent, par comparaison avec l'envahisseur, être qualifiées d'armées irrégulières par leur composition ou leur organisation) ; s'ensuit une période de guerre irrégulière. Des opérations de contre-insurrection ont parfois lieu pour préparer le territoire à l'installation de colons. Dès que l'envahisseur a établi une tête de pont, il peut lancer des expéditions dans les territoires attenants en représailles contre l'hostilité ou pour neutraliser les ennemis potentiels.

### Caractéristiques communes

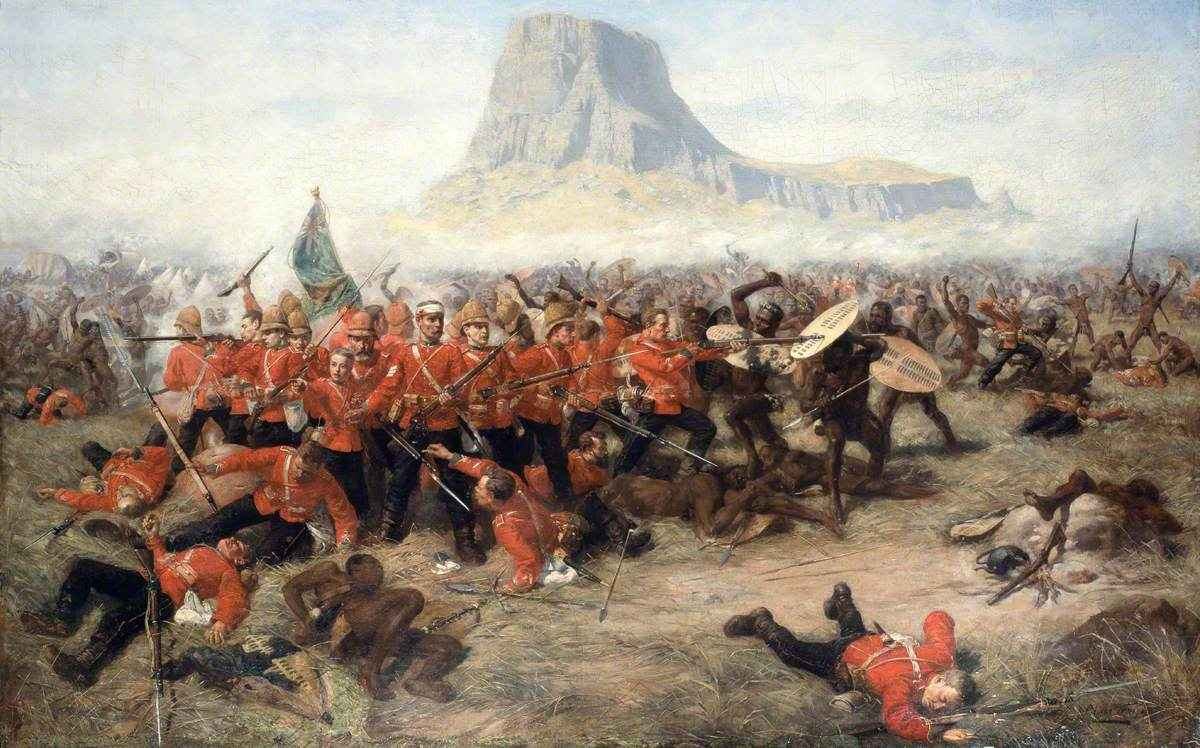
La bataille d'Isandhlwana de Charles Edwin Fripp, qui représente un conflit colonial entre le royaume zoulou et l'empire britannique en 1879.

Les guerres coloniales se différencient des guerres « classiques » (entre États voisins) par plusieurs traits. Le premier, c'est qu'il s'agissait davantage d'affaires politiques que militaires. Contrairement aux guerres classiques, où les prétentions des belligérants étaient limitées, les guerres coloniales étaient absolues ; les puissances conquérantes visaient à exercer un contrôle total et permanent sur un territoire et sur sa population en assurant une stabilité durable. Malgré ces ambitions, les ressources allouées aux campagnes coloniales étaient en général restreintes, à quelques exceptions près. Dans les guerres coloniales, les notions de défaite et de victoire prenaient un tour plus complexe car, dans bien des cas, l'envahisseur affrontait des belligérants qui n'étaient pas rivés à une ville, un gouvernement ou un dirigeant. La distinction se brouillait entre citoyens autochtones et armée régulière dans les nations qui se défendaient. Ce manque d'autorité centrale signifiait que des accords de paix formels étaient rarement conclus. En l'absence de structures gouvernementales à placer sous l'autorité des conquérants, l'administration des peuples et territoires conquis se corsait. Pour y remédier, les armées coloniales établissaient ou reconstruisaient des marchés, des écoles et d'autres organismes publics à l'issue du conflit, à l'instar des Américains aux Philippines après la guerre hispano-américaine,.
Contrairement aux armées autochtones, les armées européennes (qui sont les armées de colonisation les plus courantes) étaient toujours composées de professionnels, séparés de la population générale. Les armées coloniales, chargées de rebâtir et d'administrer des colonies, étaient souvent des forces actives alors que les armées régulières des pays d'origine restaient en réserve jusqu'à l'éclatement d'un conflit. Cela permettait aux soldats de développer leurs propres pratiques et culture militaires. La majorité des connaissances chez les soldats coloniaux provenaient de son expérience directe et non d'une instruction militaire formelle. Les armées européennes étaient, presque toujours, techniquement supérieures aux soldats autochtones qu'elles affrontaient, même si cette supériorité ne tournait pas toujours à leur avantage : en effet, des équipements comme l'artillerie lourde nécessitaient la présence de routes (qui étaient souvent absentes) et déployer certaines formations, comme la cavalerie, posait de graves problèmes logistiques. Les armées européennes, en outre, entretenaient une bonne discipline, conservaient un moral élevé, étaient bien entraînées et bénéficiaient d'une instruction lors de leurs déploiements éventuels et pendant leurs manœuvres. Indépendamment des compétences de leurs commandants, les armées autochtones ne présentaient pas, en général, la même cohésion et la même compréhension de la guerre,. Enfin, les colonisateurs s'appuyaient sur des troupes coloniales (en) pendant leurs campagnes ; ces troupes se composaient souvent d'un mélange d'hommes et officiers venus de métropole et de conscrits autochtones.

### Période historique
Les guerres coloniales deviennent prévalentes à partir de la fin du XVe siècle : de plus en plus, les puissances européennes s'emparent de territoires coloniaux et entament leur colonisation (en). De manière conventionnelle, l'ère des guerres coloniales est réputée avoir pris fin après l'achèvement des guerres coloniales portugaises en 1974, même si certains auteurs estiment que la guerre des Malouines est le dernier véritable conflit colonial. Pour certains auteurs, les guerres coloniales représentent les premiers cas de guerre irrégulière et ont entraîné les premières études sur les pratiques de contre-insurrection.